# 塘蓬镇
塘蓬镇，是中华人民共和国广东省湛江市廉江市下辖的一个乡镇级行政单位。

## 行政区划
塘蓬镇下辖以下地区：
塘蓬社区、石宁村、南充村、秧地头村、泥浪村、彭岸村、矮车村、同留村、留村、留和村、安和村、前村尾村、黄教村、那罗村、上办村、黄屋村、牛岭村、老屋村、那榔村、大办村、六深村、六环村、潭村、上山村和东升农场塘蓬分场。